# División Andalucía
La División «Andalucía» —o División «A»— fue una unidad del Ejército Popular de la República que existió durante la guerra civil española.

## Historial
La unidad fue creada en febrero de 1938 por una orden del Estado Mayor republicano, con el objetivo de disponer de nuevas fuerzas ante una nueva ofensiva franquista. Según dicha orden los ejércitos de Extremadura, Andalucía y Levante debían constituir cada uno una nueva división a partir de fuerzas de reserva. En Andalucía el 7 de febrero se constituyó una nueva división con las brigadas mixtas 79.ª y 93.ª, bajo el mando del comandante Martín Calvo Calvo.
Tras el inicio de la ofensiva franquista en el frente de Aragón, la división marchó hacia el sector amenazado. Sin embargo, tras su llegada a la zona hubo de retirarse, situándose en el sector de Albocácer. A comienzos de abril la división se encontraba en el frente de Levante, adscrita al XXII Cuerpo de Ejército.  Durante los siguientes meses la división participó activamente en la campaña de Levante, tomando parte en diversas acciones. Hacia el mes de mayo la división «A» agrupaba a las brigadas CXXIX (Internacional) y 220.ª, estando integrada dentro del XVII Cuerpo de Ejército. El mando de la división lo ostentaba entonces el comandante de infantería Francisco Jiménez Durán.
Con posterioridad la división fue reorganizada y reconvertida en la 49.ª División, dejando de existir.